# Selección femenina de rugby playa de Uruguay
La selección de rugby playa de Uruguay es el representativo de dicho país en las competencias internacionales oficiales de rugby desarrolladas en playa.

## Participación en copas

### Juegos Suramericanos
- Punta del Este y Montevideo 2009: 2º puesto
- Manta 2011: 2º puesto [1]
- La Guaira 2014: 3º puesto
- Rosario 2019: no participó
- Santa Marta 2023: 3º puesto

### Otros torneos
- Súper Desafío BRA Rugby Beach 2016: 3º puesto[2]

## Palmarés
- Juegos Suramericanos: 
  -  Medalla de plata: 2009, 2011
  -  Medalla de bronce: 2014, 2023